# Лебедев, Павел Васильевич
Па́вел Васи́льевич Ле́бедев (1905—1972) ― советский ботаник, доктор биологических наук, профессор, основатель уральской школы морфологов.

## Биография
Родился 10 сентября 1905 года в деревне Гаревая Кологривского уезда Костромской губернии.
Окончил Кологривский педагогический техникум в 1927 году, работал учителем. В 1933 году получил диплом Пермского индустриально-педагогического института. После этого работал научным сотрудником Уральского научно-исследовательского института, трудился преподавателем Свердловского института повышения квалификации учителей.
С 1938 по 1941 год работал заместителем декана биологического факультета педагогического института в городе Псков. В годы Великой Отечественной войны был эвакуирован на Урал, где работал в школе в Свердловске.
С 1945 года работает в Уральском университете. Преподавал доцентом с 1948 по 1967 год. Был деканом биологического факультета с 1956 по 1960 год. В 1966 году защитил докторскую диссертацию, в 1967 году назначен заведующим кафедры ботаники, в 1968 году избран профессором. В УГУ вел курсы «Морфология растений», «Анатомия растений», «Методика ботанических исследований», «Морфогенез растений».
Умер 23 февраля 1972 года в Свердловске. Похоронен на Широкореченском кладбище.

## Вклад в науку
Написал более 50 научных публикаций. Подготовил семь кандидатов и одного доктора наук.
Основал уральскую школу морфологов. Занимался изучением морфогенеза многолетних злаков в связи с факторами внешней среды. Исследовал структуру и деятельность верхушечной меристемы побегов, суточную ритмику клеточных делений.

## Награды
- Медаль «За доблестный труд. В ознаменование 100-летия со дня рождения В. И. Ленина».